# Верхньоулу-Єлга
Верхньоулу́-Єлга́ (рос. Верхнеулу-Елга, башк. Үрге Олойылға) — село у складі Єрмекеєвського району Башкортостану, Росія. Входить до складу Нижньоулу-Єлгинської сільської ради.
Населення — 182 особи (2010; 177 в 2002).
Національний склад:
- чуваші — 93 %